# Dicranomyia (Dicranomyia) invalida
Dicranomyia (Dicranomyia) invalida is een tweevleugelige uit de familie steltmuggen (Limoniidae). De soort komt voor in het Neotropisch gebied.